# Rhoenanthus
Rhoenanthus is een geslacht van haften (Ephemeroptera) uit de familie Potamanthidae.

## Soorten
Het geslacht Rhoenanthus omvat de volgende soorten:
- Rhoenanthus coreanus
- Rhoenanthus distafurcus
- Rhoenanthus magnificus
- Rhoenanthus obscurus
- Rhoenanthus sapa
- Rhoenanthus speciosus
- Rhoenanthus youi